# 맥삼-길버트 염기 서열 분석법

맥삼-길버트 염기 서열 분석법의 예. 서로 다른 지점에서 동일한 태그가 지정된 DNA 절편을 절단하면 서로 다른 크기의 태그가 지정된 절편이 생성된다. 절편은 겔 전기 영동에 의해 분리된다.

맥삼-길버트 염기 서열 분석법(Maxam-Gilbert Sequencing)은 앨런 맥삼과 윌터 길버트가 1976~1977년에 개발한 DNA 서열 분석법이다. 이 방법은 DNA의 핵염기 특이적 부분 화학적 변형과 변형된 뉴클레오타이드에 인접한 부위에서 DNA 골격의 후속 절단을 기반으로 한다.
맥삼-길버트 염기 서열 분석법은 최초로 널리 채택된 DNA 시퀀싱 방법이며 생어 염기 서열 분석법과 함께 1세대 DNA 시퀀싱 방법이다. 이 염기 서열 분석법은 더 이상 사용되지 않고, 대신 차세대 염기 서열 분석법을 사용한다.

## 역사
맥삼과 길버트는 프레더릭 생어와 앨런 콜슨이 플러스 마이너스 염기 서열 분석에 관한 연구를 발표한 지 2년 후에 그들의 화학적 염기 서열 결정법을 발표했지만, 정제된 DNA가 직접 사용될 수 있기 때문에 맥삼-길버트 염기 서열 분석법은 빠르게 인기를 끌었고, 초기 생어법에서는 단일 가닥 DNA의 생산을 위해 각 읽기 시작을 복제해야했다. 단일 가닥 DNA의 그러나 체인 터미네이션 방법이 개선됨에 따라 맥삼-길버트 염기 서열 분석법은 표준 분자 생물학 키트 사용을 금지하는 기술적 복잡성, 광범위한 유해 화학 물질 사용 및 스케일 업의 어려움 때문에 선호되지 않게 되었다.

## 순서
맥삼-길버트 염기 서열 분석법은 DNA 단편의 5' 말단 하나에 방사성 탐침이 필요하며 DNA 정제가 필요하다. 화학적 처리는 네 가지 반응(G, A + G, C, C + T) 각각에서 네 개의 뉴클레오타이드 염기 중 하나 또는 두 개의 작은 비율에서 파손을 생성한다. 예를 들어, 퓨린(A + G)은 폼산을 사용하여 정화되고, 구아닌 (또는 소량의 아데닌)은 황산 다이메틸에 의해 메틸화되며 피리미딘(C + T)은 하이드라진을 사용하여 가수분해한다. 하이드라진 반응에 염(염화 나트륨)을 첨가하면 C 단독 반응에 대한 티민의 반응이 억제된다. 변형된 DNA는 피페리딘에 의해 절단될 수 있다. 변형 화학 물질의 농도는 DNA 분자 당 평균 하나의 변형을 도입하도록 제어된다. 따라서 일련의 표지된 단편이 방사성 표지된 말단에서 각 분자의 첫 번째 절단부위까지 생성된다.
네 가지 반응의 단편은 크기 분리를 위해 변성 아크릴아미드 겔에서 나란히 전기 영동된다. 조각을 시각화하기 위해 젤을 엑스선 필름에 노출시켜 자동 방사법 촬영을 하여 동일한 방사성 표지 DNA 분자의 위치를 각각 보여주는 일련의 어두운 밴드를 생성한다. 특정 단편의 존재 및 부재로부터 서열이 유추될 수 있다.

## 관련 방법
이 방법은 DNA 결합 단백질에 대한 DNA 결합 부위를 매핑하는 데 사용되는 메틸화 인터페이스 분석법으로 이어졌다.